# تپه قلات موت‌آباد
تپه قلات موت آباد مربوط به هزاره سوم قبل از میلاد است و در جنوب شرقی پیرانشهر واقع شده و این اثر در تاریخ ۱۶ دی ۱۳۴۵ با شمارهٔ ثبت ۶۱۱ به‌عنوان یکی از آثار ملی ایران به ثبت رسیده است.